# Eublemma atristipata
Eublemma atristipata là một loài bướm đêm trong họ Erebidae.